# 航空機乗組員章
航空機乗組員章(こうくうきのりくみいんしょう、ドイツ語: Fliegerschaftsabzeichen)は、ナチス・ドイツの勲章。

## 概要
1933年3月、国家社会主義ドイツ労働者党の一組織であり、ドイツ空軍の前身であるドイツ航空スポーツ協会の会員のために制定された。ヴェルサイユ条約によりドイツ空軍には厳しい制約が課せられていたため、ドイツ航空スポーツ協会はグライダーによる訓練を行い、将来の空軍再編に向け優秀な人材を育てていた。よって航空機乗組員章はドイツ空軍(Luftwaffe)初の勲章と位置付けることができる。
佩用する際は制服の左胸ポケット下に付ける。
1935年1月19日、航空機乗組員章はパイロット兼観測員章と名前を変えた。1936年にヘルマン・ゲーリングによって正式にパイロット兼観測員章が制定され、航空機乗組員章は廃止された。航空機乗組員章は空軍再建後僅か一年足らずで消滅したため、大変貴重な勲章であるとされている。